# 山口佳紀
山口 佳紀（やまぐち よしのり、1940年11月 - ）は、日本語学者、聖心女子大学教授。上代日本語が専門で、古事記を研究する。

## 略歴
1963年東京大学国文科卒、67年同大学院博士課程中退、東大助手、70年より聖心女子大助教授、のち教授。1985年『古代日本語文法の成立の研究』で東大文学博士、新村出賞受賞。

## 著書
- 古代日本語文法の成立の研究 有精堂出版 1985.1
- 古代日本文体史論考 有精堂出版 1993.4
- 古事記の表記と訓読 有精堂出版 1995.9
- 古事記の表現と解釈 風間書房 2005.2
- 万葉集字余りの研究 塙書房 2008.5

## 編纂など
- 今昔物語集文節索引巻5 山口仲美共編 笠間書院 1973
- 講座日本語と日本語教育 第5巻 日本語の文法・文体 下 明治書院 1989.11
- 古事記注解 2(上巻その1) 神野志隆光共編 笠間書院 1993.6
- 新編日本古典文学全集 1 古事記 神野志隆光共校注・訳 小学館, 1997.6
- 暮らしのことば語源辞典 講談社 1998.5
- なるほど語源辞典 講談社, 1999 (講談社ことばの新書)
- こども語源じてん ことばはともだち 講談社, 2004.11
- 古事記 神野志隆光共著 小学館 2007 (日本の古典をよむ ; 1)
- 暮らしのことば新語源辞典 講談社 2008.11